# Pales abdita
Pales abdita là một loài ruồi trong họ Tachinidae.